# Asplenium planicaule
Asplenium planicaule là một loài dương xỉ trong họ Aspleniaceae. Loài này được Lowe mô tả khoa học đầu tiên năm 1858.
Danh pháp khoa học của loài này chưa được làm sáng tỏ. 